# Наречи го Григор
„Наречи го Григор“ е български телевизионен филм (психологическа драма) от 1988 година на режисьора Димитър Караджов, по сценарий на Никола Статков. Оператор е Станислав Станчев. Музикалното оформление е на Снежана Николова, а художник е Петър Николов.

## Състав

### Актьорски състав
| Изпълнител         | Роля                              |
| ------------------ | --------------------------------- |
| Стефан Янков       | войникът Григор                   |
| Катя Иванова       | вдовицата                         |
| Любомир Миладинов  | бай Митьо, кръстникът на Григор   |
| Таня Тодорорва     | Стойна, младата съседка на Григор |
| Ивелина Полякова   | баба Маруца, селската акушерка    |
| Димитър Стамболиев | шофьорът на камиона               |